# Арістотеліс Діамантопулос
Арістотеліс Діамантопулос (грец. Αριστοτέλης Διαμαντόπουλος; 7 травня 1983, Тріполіс) — грецький футбольний арбітр. Арбітр ФІФА та УЄФА з 2019 року. Судить матчі в Суперлізі з 2016 року.

## Суддівська кар'єра
10 квітня 2016 року Діамантопулос обслужив свій перший матч у чемпіонаті Греції. Під час матчу між «Пантракікосом» і «Іраклісом» 0–3 арбітр чотири рази показав жовту картку, дві з яких були одному і тому ж гравцеві.
Діамантопулос дебютував у єврокубках 18 липня 2019 року під час матчу між «Торпедо» (Кутаїсі) та «Ордабаси» (Шимкент) у рамках першого кваліфікаційного раунду Ліги Європи УЄФА. Матч закінчився з рахунком 0–2, і Діамантопулос тричі показав жовту картку.
Він відсудив свій перший міжнародний матч на рівні збірних 16 жовтня 2023 року, коли Азербайджан програв Австрії з рахунком 0–1 через реалізований пенальті від Марселя Забітцера. У цьому матчі Діамантопулос показав вісім жовтих карток і одну червону австрійцю Гвідо Бургшталлеру.